# Гуи (Эна)
Гуи́ (фр. Gouy) — коммуна во Франции, находится в регионе Пикардия. Департамент коммуны — Эна. Входит в состав кантона Боэн-ан-Вермандуа. Округ коммуны — Сен-Кантен.
Код INSEE коммуны — 02352.

## Население
Население коммуны на 2010 год составляло 591 человек.
| 1962 | 1968 | 1975 | 1982 | 1990 | 1999 | 2010 |
| ---- | ---- | ---- | ---- | ---- | ---- | ---- |
| 671  | 628  | 694  | 659  | 641  | 649  | 591  |

## Экономика
В 2010 году среди 367 человек трудоспособного возраста (15—64 лет) 270 были экономически активными, 97 — неактивными (показатель активности — 73,6 %, в 1999 году было 67,3 %). Из 270 активных жителей работали 230 человек (135 мужчин и 95 женщин), безработных было 40 (14 мужчин и 26 женщин). Среди 97 неактивных 22 человека были учениками или студентами, 37 — пенсионерами, 38 были неактивными по другим причинам.